# Alfabet fiński
Alfabet fiński – alfabet oparty na alfabecie łacińskim, służący do zapisu języka fińskiego. Składa się z następujących liter:
| A a | B b | C c | D d | E e | F f | G g |
| H h | I i | J j | K k | L l | M m | N n |
| O o | P p | Q q | R r | S s | Š š | T t |
| U u | V v | W w | X x | Y y | Z z | Ž ž |
| Å å | Ä ä | Ö ö |     |     |     |     |

Litery B, C, F, G, Q, W, X, Z, Å są używane tylko w wyrazach obcego pochodzenia (jeśli nie liczyć dwuznaku ng). Niekiedy do zapisu obcych słów używa się znaków Š i Ž. Prowadzi to do istnienia obocznych możliwości zapisu niektórych słów, jak np. šakki i shakki (szachy).
| Litera | Nazwa                                    | Wymowa IPA                                                 | Uwagi dotyczące użycia i wymowy |
| ------ | ---------------------------------------- | ---------------------------------------------------------- | --- |
| A, a   | aa                                       | /ɑː/                                                       | |
| B, b   | bee                                      | /beː/                                                      | Występuje w stosunkowo nowych zapożyczeniach, np. banaani 'banan', bussi 'autobus'. Zazwyczaj wymawiane jako [b̥] lub [p]. |
| C, c   | see                                      | /seː/                                                      | Pojawia się w mniej przyswojonych zapożyczeniach, np. curry, cesium 'cez'. Zazwyczaj wymawiane jako [k] lub [s]. |
| D, d   | dee                                      | /deː/                                                      | W dzisiejszym fińskim ogólnokrajowym litera d oznacza głoskę [d], ale może być wymawiana jako [d̥] lub [t̪], a w dialektach jej wymowa jest bardzo zróżnicowana. Rodzimie używana w dialektach zachodnich jako [ɾ], a w dialektach wschodnich nie używana wcale. |
| E, e   | ee                                       | /eː/                                                       | Oznacza głoskę pomiędzy [e] a [ɛ]. |
| F, f   | äf, äffä                                 | /æf/, /ˈæf.fæ/, sporadycznie /ef/                          | Występuje w stosunkowo nowych zapożyczeniach, takich jak asfaltti 'asfalt' i uniformu 'mundur'. W dawnych zapożyczeniach (z wyjątkiem niektórych zachodnich dialektów), /f/ jest zastąpione /ʋ/ lub /hʋ/ (np. kahvi /ˈkah.ʋi/ – ze szwedzkiego kaffe – 'kawa'). Także nowsze zapożyczenia mogą posiadać alternatywną pisownię z v zamiast f (asvaltti, univormu). |
| G, g   | gee                                      | /ɡeː/                                                      | Pojawia się w rodzimym digrafie ng, który oznacza spółgłoskę nosową tylnojęzykowo-miękkopodniebienną [ŋː] (bez słyszalnej głoski [ɡ]). W innych przypadkach g występuje tylko w stosunkowo nowych zapożyczeniach, takich jak gaala 'gala' i geeni 'gen' i jest wymawiane jako [ɡ̊] lub [k].                                                                        |
| H, h   | hoo                                      | /hoː/                                                      | Zwykle bezdźwięczna spółgłoska szczelinowa, ale dokładna wymowa zależy od poprzedzającej samogłoski; pomiędzy dwoma samogłoskami może być wymawiane jako spółgłoska szczelinowa krtaniowa dźwięczna [ɦ]. |
| I, i   | ii                                       | /iː/                                                       | Wymowa pomiędzy [i] a [e]. |
| J, j   | jii                                      | /jiː/                                                      | Wymawiane zawsze jako [j], jak w językach niemieckim, szwedzkim czy polskim. |
| K, k   | koo                                      | /koː/                                                      | |
| L, l   | äl, ällä                                 | /æl/, /ˈæl.læ/, sporadycznie /el/                          | |
| M, m   | äm, ämmä                                 | /æm/, /ˈæm.mæ/, sporadycznie /em/                          | |
| N, n   | än, ännä                                 | /æn/, /ˈæn.næ/, sporadycznie /en/                          | |
| O, o   | oo                                       | /oː/                                                       | Wymowa pomiędzy [o] a [ɔ]. |
| P, p   | pee                                      | /peː/                                                      | |
| Q, q   | kuu                                      | /kuː/                                                      | Zazwyczaj wymawiane jako [k]. Występuje głównie w obcych nazwach własnych (w zapożyczeniach dwuznak qu często jest zastąpiony kv). |
| R, r   | är, ärrä                                 | /ær/, /ˈær.ræ/, sporadycznie /er/                          | |
| S, s   | äs, ässä                                 | /æs/, /ˈæs.sæ/, sporadycznie /es/                          | |
| Š, š   | hattu-äs, hattu-ässä; suhu-äs, suhu-ässä | /ˈhat.tuˌæs/, /ˈhat.tuˌæs.sæ/; /ˈsu.huˌæs/, /ˈsu.huˌæs.sæ/ | Rzadki wariant diakrytyczny litery s. Występuje w stosunkowo nowych zapożyczeniach, takich jak šakki 'szachy' i šillinki 'szyling', ale bywa zastępowane przez dwuznak sh (šampoo → shampoo 'szampon') lub w bardziej przyswojonych zapożyczeniach, zwykłą s (sampoo). Norma nakazuje wymowę [ʃ], jednak często zamiast tego słyszy się [s].                      |
| T, t   | tee                                      | /teː/                                                      | Wymawiane raczej jako spółgłoska zębowa [t̪] niż spółgłoska przedniojęzykowo-dziąsłowa [t]. |
| U, u   | uu                                       | /uː/                                                       | Wymowa pomiędzy [u] a [o]. |
| V, v   | vee                                      | /ʋeː/                                                      | Zazwyczaj wymawiane raczej jako półotwarte [ʋ] niż szczelinowe [v]. |
| W, w   | kaksois-vee, tupla-vee                   | /ʋeː/, /ˈkɑk.soisˌʋeː/, /ˈtup.lɑˌʋeː/                      | „Podwojone v” rodzimie może wystąpić jako przestarzały wariant v, ale poza tym tylko w niezadomowionych zapożyczeniach oraz obcych nazwach własnych. Pojawia się w rzadkich nazwiskach, np. Wirtanen, i w porządku alfabetycznym traktowane jest jak v. Zazwyczaj wymawiane jako [ʋ].                                                                             |
| X, x   | äks, äksä                                | /æks/, /ˈæk.sæ/, sporadycznie /eks/                        | Występuje w niezadomowionych zapożyczeniach, takich jak taxi czy fax, ale częstokroć istnieje alternatywna pisownia zastępująca x dwuznakiem ks (taksi, faksi). Typowa wymowa to [ks]. |
| Y, y   | yy                                       | /yː/                                                       | Wymowa pomiędzy [y] a [ø]. |
| Z, z   | tset, tseta                              | /tset/, /ˈtse.tɑ/                                          | Występuje w niezadomowionych zapożyczeniach, takich jak zeniitti /tse.niːt.ti/ 'zenit' i pizza, ale może wystąpić alternatywna pisownia z ts (np. pitsa). Zazwyczaj wymawiane jako [ts], ale czasem jako [s] lub [z̥]. |
| Ž, ž   | hattu-tset, hattu-tseta                  | /ˈhat.tuˌtset/, /ˈhat.tuˌtse.tɑ/                           | Rzadki wariant diakrytyczny litery z. Występuje w mniej zadomowionych zapożyczeniach, takich jak džonkki 'dżonka (rodzaj statku)', a także w obcych nazwach własnych, ale jest często zastępowany dwuznakiem zh. W toerii wymawiane jako [ʒ], ale rzeczywista wymowa może się różnić.                                                                             |
| Å, å   | ruotsalainen oo                          | /oː/, /ˈruot.sɑˌlɑi.nen oː/                                | „Szwedzkie o”, pochodzące z alfabetu szwedzkiego i zbędne w języku fińskim; używana do zapisu nazw własnych w szwedzkojęzycznych obszarach Finlandii (fiń. Suomenruotsi). Wymawiane jak [o]. |
| Ä, ä   | ää                                       | /æː/                                                       | Wymowa pomiędzy [a] oraz [e], ale bliżej [a]. |
| Ö, ö   | öö                                       | /øː/                                                       | Wymowa pomiędzy [ø] a [œ]. |